# 郭伋
郭 伋（かく きゅう、紀元前38年 - 47年）は、中国の前漢時代末期から後漢時代初期にかけての政治家。字は細侯。司隷扶風茂陵県（現在の陝西省咸陽市興平市）の人。高祖父は郭解。父は蜀郡太守の郭梵。

## 事跡
| 姓名           | 郭伋 |
| 時代           | 前漢時代 - 後漢時代 |
| 生没年         | 紀元前38年（建昭1年） - 47年（建武23年） |
| 字・別号       | 細侯（字） |
| 本貫・出身地等 | 司隷扶風茂陵県 |
| 職官           | 漁陽都尉（前漢）→上谷大尹（新） →并州牧（新）→左馮翊（更始） →雍州牧（後漢）→尚書令（後漢） →中山太守（後漢）→漁陽太守（後漢） →潁川太守（後漢）→并州牧（後漢） →太中大夫（後漢） |
| 爵位・号等     | - |
| 陣営・所属等   | 哀帝→平帝→孺子嬰→王莽→更始帝→光武帝 |
| 家族・一族     | 父：郭梵 |

郭伋は若くして大志を抱き、哀帝・平帝の時期に大司空府で用いられ、3度の昇進・異動を経て漁陽都尉となった。王莽が新を建てると、上谷大尹となり、さらに并州牧に遷った。
更始帝（劉玄）が即位し、更始2年（24年）に長安に遷ってきたが、三輔では豪族たちが割拠し安定しなかった。更始帝は郭伋の名を聞いていたため、これを召し寄せて左馮翊に任命し、民衆を鎮撫させた。
建武元年（25年）、光武帝（劉秀）が即位すると、雍州牧に任命され、さらに尚書令に転じて、諫言を度々行った。
建武4年（28年）、中山太守に転任し、建武5年（29年）には彭寵滅亡後の漁陽郡に太守として赴任した。当時の漁陽郡は、王莽・彭寵時期の影響もあって、民衆は狡猾で、盗賊が蔓延っていた。郭伋は赴任すると直ちに、信賞必罰の姿勢で臨み、盗賊の首領たちを次々と誅し、盗賊を壊滅させた。また、匈奴が度々郡界に進入していたが、郭伋が兵士や軍馬を整備し、攻守の手はずを定めたところ、匈奴は恐れて進入してこようとせず、民の暮らしは安定した。郭伋の5年間の統治で、漁陽郡の戸口は倍増した。
建武9年（33年）、潁川郡で盗賊が発生したため、郭伋が潁川太守に任命されることになった。潁川の盗賊たちは郭伋が来たと知ると、次々とその下を訪れて降伏し、郭伋は彼らを農民へと帰した。郭伋は勝手に盗賊たちの罪を赦したことについて、自らを弾劾して光武帝に報告したが、光武帝は罪に問わなかった。郭伋の声望は遠く江南や幽州・冀州にまで轟き、盗賊たちが引切り無しに投降してきたという。
建武11年（35年）、盧芳が北方を占拠していたことに対処するために、郭伋を并州牧に任命した。郭伋はかつて同地に赴任したときに、よく恩徳を施したことため、郭伋が再び赴任すると聞いて、各県邑から民衆が老幼を連れて歓迎した。当時、朝廷では多くの人が郭伋を大司空として推薦したが、光武帝は、郭伋が盧芳や匈奴への対処に適任と見てこれに応じなかった。郭伋は盧芳を簡単に制圧できないと見て、烽火による警戒を厳重にし、懸賞をかけ、内紛を待った。その結果、建武12年（36年）に盧芳の部将の随育が郭伋に降伏し、盧芳は匈奴を頼って逃亡した。
その後、郭伋は骸骨を乞い、建武22年（46年）に太中大夫として召された。建武23年（47年）に死去。享年86。